# Chemins d'avril
Pour plus de détails, voir Fiche technique et Distribution.
Chemins d'avril est un court métrage français réalisé par Édouard Molinaro, sorti en 1953.

## Synopsis
Un jeune garçon flâne en allant à l'école, il trouve un lapin et l'attrape. Arrivé à l'école, l'instituteur le renvoie quand il découvre l'animal. Il voudrait bien le garder mais quand il voit sa mère tuer un lapin pour le repas, il décide de le relâcher.

## Fiche technique
- Titre original : Chemins d'avril
- Réalisation : Édouard Molinaro
- Scénario : Édouard Molinaro
- Photographie : Jean-Louis Picavet
- Musique : Louis Bessières
- Société de production : Coopérative générale du cinéma français
- Pays d'origine :  France
- Langue originale : français
- Genre : Comédie dramatique
- Durée : 12 minutes 44 secondes
- Dates de sortie : 
  - France : 1953